# Grane
Pour les articles homonymes, voir Grane (homonymie).
 (septembre 2019).
Grane est une commune française située dans le département de la Drôme, en région Auvergne-Rhône-Alpes.

## Géographie

### Localisation
La commune de Grane est située au nord-est de Montélimar.

### Relief et géologie
Sites particuliers :
- Col de la Pierre Sanglante (423 m)
- Courcousat (443 m)
- la Mourière (347 m)
- le Pibaudin (363 m)
- Mont Brian (474 m)
- Petit Brian (454 m)
- Serre Avolas (331 m)
- Serre Charlon (
- Serre Cognet (365 m)
- Serre de Chabanas (446 m)
- Serre de Darne
- Serre de Lubas
- Serre des Ratiers (426 m)
- Serre de Trémoulet (466 m)
- Serre Gealat (444 m)
- Serre la Lauze (363 m)

### Hydrographie
La commune est arrosée par les cours d'eau suivants :
- la Drôme ;
- la Teysonne ;
- le Canal des Moulins ;
- le Canal du Moulin ;
- le Filan ;
- le Ravin de Montchaud ;
- le Ravin de Serrelong ;
- le Ravin de Taillat ;
- le Ruisseau de Balastier ;
- le Ruisseau de Beaunette ;
- le Ruisseau de Chardouan ;
- le Ruisseau de la Gardette ;
- le Ruisseau de la Grenette ;

la Grenette est un ruisseau qui a sa source sur la commune de La Répara-Auriples, d'Autichamp, de La Roche-sur-Grane et de Grane, pour se jeter dans la Drôme après un cours de 14,4 kilomètres. En 1891, sa largeur moyenne était de 6,50 m, sa pente de 164,47 m, son débit ordinaire de 0,40 m3, extraordinaire de 80 m3 :
1309 : Aqua de Graneta (Trans. touchant les limites de Grane et de Marsanne, archives de Grane) ;
1448 : Grannete (Trans. touchant les limites de Grane et de Marsanne, archives de Grane) ;
1891 : Grenette ;
- le Ruisseau de la Motte ;
- le Ruisseau de Merdaris ;
- le Ruisseau de Pizette ;
- le Ruisseau de Riosset ;
- le Ruisseau des Pensions ;
- le Ruisseau des Ponchottes.

### Climat
Pour des articles plus généraux, voir Climat d'Auvergne-Rhône-Alpes et Climat de l'Eure.
En 2010, le climat de la commune est de type climat du Bassin du Sud-Ouest, selon une étude du CNRS s'appuyant sur une série de données couvrant la période 1971-2000. En 2020, Météo-France publie une typologie des climats de la France métropolitaine dans laquelle la commune est dans une zone de transition entre le climat de montagne et le climat méditerranéen et est dans une zone de transition entre les régions climatiques « Moyenne vallée du Rhône » et « Provence, Languedoc-Roussillon ».
Pour la période 1971-2000, la température annuelle moyenne est de 12,8 °C, avec une amplitude thermique annuelle de 17,7 °C. Le cumul annuel moyen de précipitations est de 874 mm, avec 7,1 jours de précipitations en janvier et 4,4 jours en juillet. Pour la période 1991-2020, la température moyenne annuelle observée sur la station météorologique de Météo-France la plus proche, sur la commune de Guillonville à 449 km à vol d'oiseau, est de 11,4 °C et le cumul annuel moyen de précipitations est de 617,9 mm,. Pour l'avenir, les paramètres climatiques de la commune estimés pour 2050 selon différents scénarios d'émission de gaz à effet de serre sont consultables sur un site dédié publié par Météo-France en novembre 2022.

### Voies de communication et transports
Le territoire de la commune est traversé par la route départementale 104 (RD104) selon un axe est-ouest.

## Urbanisme

### Typologie
Au 1er janvier 2024, Grane est catégorisée commune rurale à habitat dispersé, selon la nouvelle grille communale de densité à 7 niveaux définie par l'Insee en 2022.
Elle est située hors unité urbaine. Par ailleurs la commune fait partie de l'aire d'attraction de Valence, dont elle est une commune de la couronne,. Cette aire, qui regroupe 71 communes, est catégorisée dans les aires de 200 000 à moins de 700 000 habitants,.

### Occupation des sols
L'occupation des sols de la commune, telle qu'elle ressort de la base de données européenne d’occupation biophysique des sols Corine Land Cover (CLC), est marquée par l'importance des forêts et milieux semi-naturels (50 % en 2018), une proportion sensiblement équivalente à celle de 1990 (50,5 %). La répartition détaillée en 2018 est la suivante : forêts (48,8 %), zones agricoles hétérogènes (27,9 %), terres arables (14 %), prairies (7 %), espaces ouverts, sans ou avec peu de végétation (1,2 %), zones urbanisées (1,1 %). L'évolution de l’occupation des sols de la commune et de ses infrastructures peut être observée sur les différentes représentations cartographiques du territoire : la carte de Cassini (XVIIIe siècle), la carte d'état-major (1820-1866) et les cartes ou photos aériennes de l'IGN pour la période actuelle (1950 à aujourd'hui).

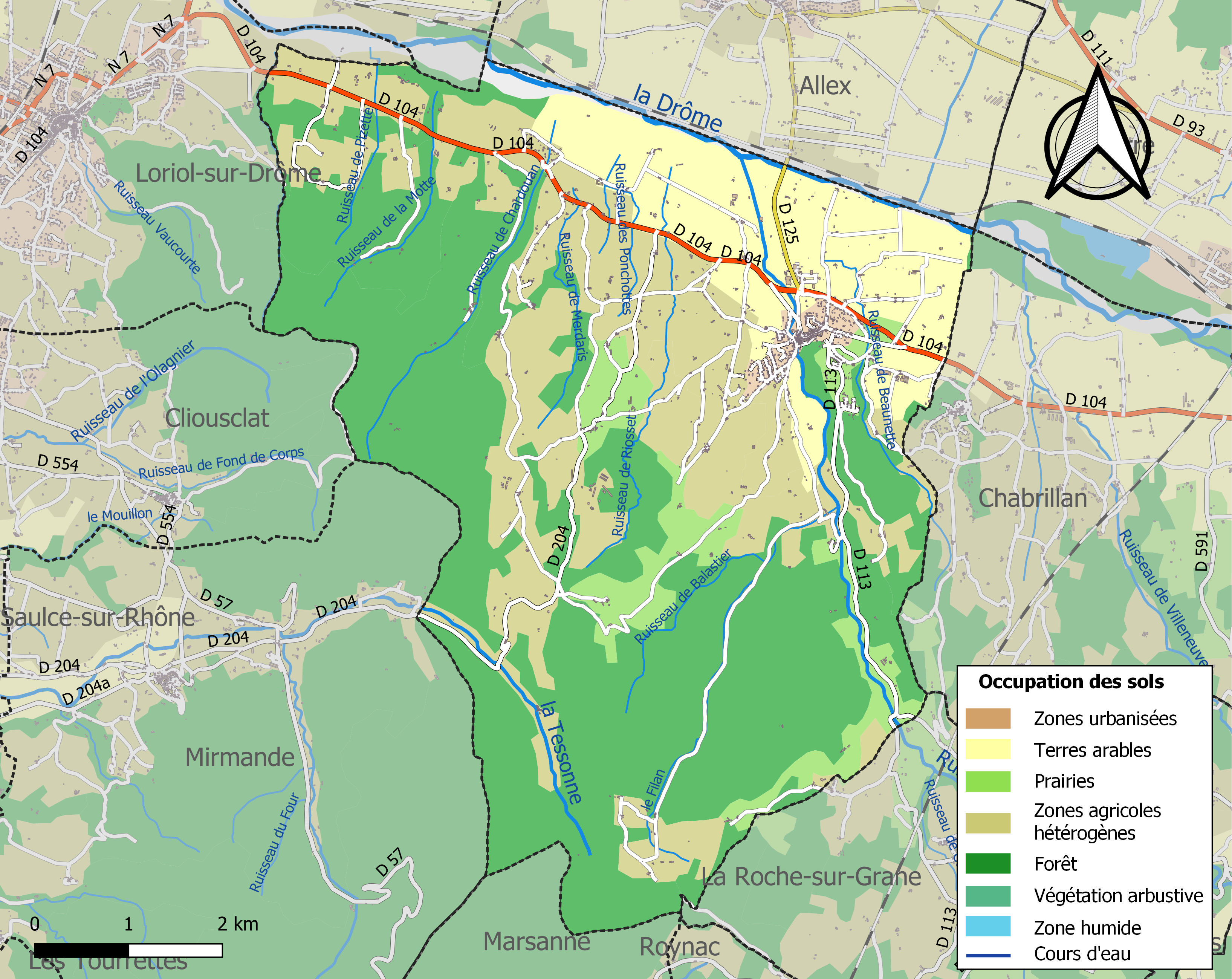
Carte des infrastructures et de l'occupation des sols de la commune en 2018 (CLC).

### Morphologie urbaine
En rive gauche de la Drôme, Grane semble se cacher en tournant le dos à la vallée. De la grande route, on n'en voit que les quartiers les plus récents. Le vieux village ne se laisse deviner que lorsqu'on arrive vers le Champ de Mars. Au-dessus des dernières maisons, un sentier conduit aux Trois-Croix. De là, on domine tout le village et les ruines de son château.
Grane correspond à un habitat collectif de hauteur, regroupé au pied d'un château.

#### Quartiers, hameaux et lieux-dits
Site Géoportail (carte IGN) :
- Archinard (nord)
- Archinard (sud)
- Argençon
- Avenas
- Bajemon
- Barnier
- Barreau
- Beaune
- Bergaille
- Berthouly
- Besse
- Bichet
- Blanchon
- Bois de l'Abbé
- Bois de la Dame
- Bois des Sensouzes
- Bois Griol
- Boisset
- Boucherle
- Bouret
- Bouvier
- Boyer
- Bramart
- Bret
- Brian
- Brisquan
- Bruchon
- Buffières
- Catinel
- Chabanas
- Chabriol
- Chaliac (nord)
- Chaliac (sud)
- Chastel
- Combemaure (ou Combe Maure)
- Condon
- Coste
- Coucourde
- Dansage
- Dartaise
- Degot
- Donis
- Du Pont
- Essartaire
- Fallier
- Faure (nord)
- Faure (sud)
- Ferme Courtin
- Ferme Rigal
- Ferme Turquat
- Fourniol
- Gary
- Gauthier
- Genthier
- Gential
- Gerland
- German
- Girard
- Godemard
- Gouste Soulet
- Guerby
- Hugon
- Jacamons
- Jacquamet
- Joyet
- la Chapelle Saint-Julien
- la Coste
- la Coste
- la Croix de Burdy
- la Fraysse
- la Garenne
- la Motte
- Landon
- Lantheaume
- la Pêtre
- Lapra
- la Rialle
- la Tourache
- Laridon
- le Chaffal
- le Creux des Meules
- le Forillon
- le Foron
- le Goureyer
- le Grivier
- le Jas (nord)
- le Jas (sud)
- le Manchet
- le Prieuré
- les Aures
- les Claux
- les Freydières
- les Gourds
- les Limites
- les Mattes
- les Moutiers
- les Plots
- les Pues
- les Radisses
- les Ramières
- les Ratiers
- les Roberts
- les Roures
- les Saveaux (est)
- les Saveaux (ouest)
- Liard
- Malaire
- Maraude
- Martin
- Mathieu
- Meyer
- Montchaud
- Morel
- Moulin Reynaud
- Mourier (est)
- Mourier (ouest)
- Mulatier
- Mure
- Perrier
- Perrinet
- Piney Long
- Plaisance
- Poise
- Portal
- Portier
- Pourchaud
- Pradier
- Puaux
- Querci
- Reboul
- Rey
- Riosset
- Roi
- Roset
- Rouast
- Rouveyre (nord)
- Rouveyre (sud)
- Roynat
- Sabatier
- Sabattier
- Saint-Bardoux
- Saint-Denis
- Saint-Estève
- Saint-Roch
- Savoyens
- Sibourd
- Terras
- Trinquet
- Turqua
- Val Brian
- Val Brian
- Varier
- Verdet
- Verrière
- Violet

## Toponymie

### Attestations
Dictionnaire topographique du département de la Drôme :
- 1163 : Grana (cartulaire de Die, 36).
- 1277 : castrum de Grana (Duchesne, Comtes de Valentinois, 13).
- 1370 : mention de l'église : ecclesia Beati Johannis de Grana (Salvaing de Boissieu, Traité du plait., 49).
- XIVe siècle : mention de la paroisse : capella de Grana (pouillé de Valence).
- 1549 : mention de l'église : cura Sancti Johannis Grane (rôle de décimes).
- 1560 : Grano (archives hosp. de Crest, B 11).
- 1574 : Grayne (Mém. des frères Gay).
- 1650 : locus Granie (reg. de la paroisse de Saou).
- (non daté) : Granne (dict. des postes).
- 1891 : Grâne.

(non daté)[réf. nécessaire] : Grane (sauf exception ou erreur).

### Étymologie
Le nom de Grane viendrait du nom du dieu gaulois Grannos, dieu guérisseur associé aux sources thermales et minérales, représenté barbu et moustachu. Son nom signifie d'ailleurs « Le Barbu » :
- ce nom se retrouverait dans celui de la rivière qui arrose le village : la Grenette ;
- les noms de Grand (Vosges) et de Granéjouls (hameau de Cahuzac-sur-Vère, dans le Tarn) seraient de la même origine ;
- Aix-la-Chapelle (Allemagne) s'appelait autrefois « Aquae Granni ».

## Histoire
Pour un article plus général, voir Histoire de la Drôme.

### Préhistoire
Des silex et outils témoignent d'une occupation à l'époque préhistorique.

### Antiquité: les Gallo-romains
- Vestiges antiques[18].
- Deux villas gallo-romaines ont été localisées près de la route de Loriol : de nombreux vestiges y ont été trouvés, en particulier un dolium (grande urne à provisions) visible à l'IME de Val Brian[14]

### Du Moyen Âge à la Révolution
La seigneurie :
- Au point de vue féodal, Grane était une terre patrimoniale des comtes de Valentinois qui y avaient une de leurs résidences.
- 1370 : les comtes donnent une charte de libertés municipales à ses habitants.
- 1419 : la terre entre dans le domaine delphinal.
- Comprise dans la dotation de Diane de Poitiers (1499/1500 à 1566).
- Recouvrée par le domaine.
- 1560 : donnée pour dix ans à Benoît Théocrène, précepteur des enfants du roi.
- 1570 à 1578 : possédée (en viager) par Gordes.
- 1593 : aliénée (moyennant finance) au profit de David Reynier.
- 1642 : partie du duché de Valentinois érigé pour les princes de Monaco, derniers seigneurs.

Le château de Grane était l'une des résidences favorites des comtes de Poitiers qui y conservaient leurs archives et leur trésor. Grane est à plusieurs reprises dévastée par les guerres seigneuriales, les pillages des grandes compagnies et les épidémies.
Lambert de Brion, seigneur de Baix cède ses droits sur les terres du Plan-de-Baix en 1289 et devient seigneur de La Roche-sur-Grane[réf. nécessaire].
Le 2 août 1416, dans le château de Grane, le dernier comte Louis II de Poitiers, sans héritier mâle légitime, est pris en otage pendant quinze jours par ses cousins, le seigneur de Saint-Vallier et l'évêque de Valence, qui le contraignent à signer un testament en leur faveur. Libéré, le vieux comte essaie d'annuler cette donation en se remariant, mais il n'a pas d'enfants. Le pape finit par casser le testament signé sous la contrainte[réf. nécessaire].
Ce n'est qu'en 1447, près d'un siècle après le Dauphiné, que les comtés (Valentinois et Diois) sont rattachés par le roi Louis XI à la France[réf. nécessaire].
En 1548, le roi Henri II donne Grane et les comtés à sa favorite Diane de Poitiers[réf. nécessaire].
Pendant les guerres de Religion, la ville est prise par l'armée royale ; la ville est pillée ; les hommes s'enfuient et les femmes sont violées.
En 1642, le roi Louis XIII inféode le Valentinois au prince de Monaco. Les Grimaldi sont de grands seigneurs qui vivent à la cour de Versailles. À Grane, leur châtelain a pouvoir de basse justice et veille à la rentrée des impôts et redevances[réf. nécessaire].
D'autres seigneurs vassaux possèdent de vastes domaines, en particulier les Chabrières de la Roche qui résident dans le nouveau château en bas du village[réf. nécessaire].
L'église Saint-Jean-Baptiste se trouvait à l'emplacement de l'hôtel de ville actuel et de la placette accolée au clocher[réf. nécessaire].
Avant 1790, Grane était une communauté de l'élection de Montélimar, subdélégation de Crest, dont les causes étaient jugées, en premier ressort, par la sénéchaussée de cette dernière ville. C'était encore une paroisse du diocèse de Valence dont l'église était sous le vocable de Saint-Jean-Baptiste, et dont les dîmes appartenaient, une moitié au prieur de Notre-Dame-d'Andéa, un quart au prieur de Saint-Domnin, et un quart à celui de Beaune.

#### Le prieuré de Notre-Dame-d'Andéa
- 1381 : prioratus de Granna (catal. des prieurés de la Chaise-Dieu).

Ce prieuré appartenait à l'ordre de Saint-Benoît, filiation de la Chaise-Dieu, dont le titulaire avait la moitié des dimes de Grane.
- XIVe siècle : prioratus de Grana (pouillé de Valence)[20].
- XVe siècle : prioratus Grane (pouillé de Valence)[20].
- 1540 : prioratus Beate Marie de Andeaco (rôle de décimes)[20].
- 1549 : prioratus Beate Marie de Andiaco (rôle de décimes)[20].
- 1555 : le prioré de Nostre Dame d'Andeac (inventaire de Saint-Apollinaire [Valence], 804)[20].
- 1645 : le prioré de Nostre Dame d'Andiat (rôle de décimes)[20].
- 1729 : Nostre Dame d'Andéas (insin. eccl.)[20].
- 1891 : Notre-Dame-d'Andéa[15].

#### Le prieuré de Beaune
- XIVe siècle : ecclesia de Benna (pouillé de Valence).

Ce prieuré séculier dépendait du chapitre cathédral de Valence. Son titulaire avait un quart des dîmes de la paroisse de Grane.
- XVe siècle : prioratus Sancti Stephani de Beaune (pouillé de Valence)[21].
- 1549 : Sanctus Stephanus de Beaunne (pouillé de Valence)[21].
- 1645 : le prioré de Saint-Étienne de Beaune (rôle de décimes)[21].
- 1670 : Saint-Étienne de Beaune lès Grâne (archives de la Drôme, E 307)[21].
- 1795 : Béonne (biens nationaux)[21].
- 1891 : le prieuré de Beaune[15].

#### Le prieuré de Saint-Domnin ou Saint-Donis
- 1891 : Le prieuré de Saint-Domnin[15].

Il est aussi mentionné sous le nom de Saint-Donis : prieuré d'augustins, qui, dépendant tout d'abord de l'église cathédrale du Puy-en-Velay, fut cédé par elle à l'ordre de Saint-Ruf en 1192, et dont le titulaire avait un quart des dîmes de la paroisse de Grâne :
- 1192 : ecclesia Sancti Domnini que est apud Granam (Repert. Sancti Ruffi).
- XIVe siècle : prioratus Sancti Domnini (pouillé de Valence).
- 1645 : Sainct Dompni de Grâne (rôle de décimes).
- XVIIIe siècle. : Saint Donin (Carte de Cassini).
- 1891 : Saint-Donis.

### De la Révolution à nos jours
En 1790, la commune fut comprise dans le canton de Chabrillan. Elle est entrée dans celui de Crest-Sud à la réorganisation de l'an VIII (1799-1800).
Sous la Révolution, les Granois participent aux premières fédérations françaises organisées dans la région ainsi qu'au siège de Toulon sous le commandement du lieutenant Bonaparte. Un arbre de la liberté est planté devant l'église[réf. nécessaire].
En 1792, l'avocat grenoblois Duchesne achète le château et son domaine (il sera député sous le Directoire et président du Tribunat sous le Consulat). Sa fille Philippine Duchesne habite le village pendant la Terreur[réf. nécessaire].

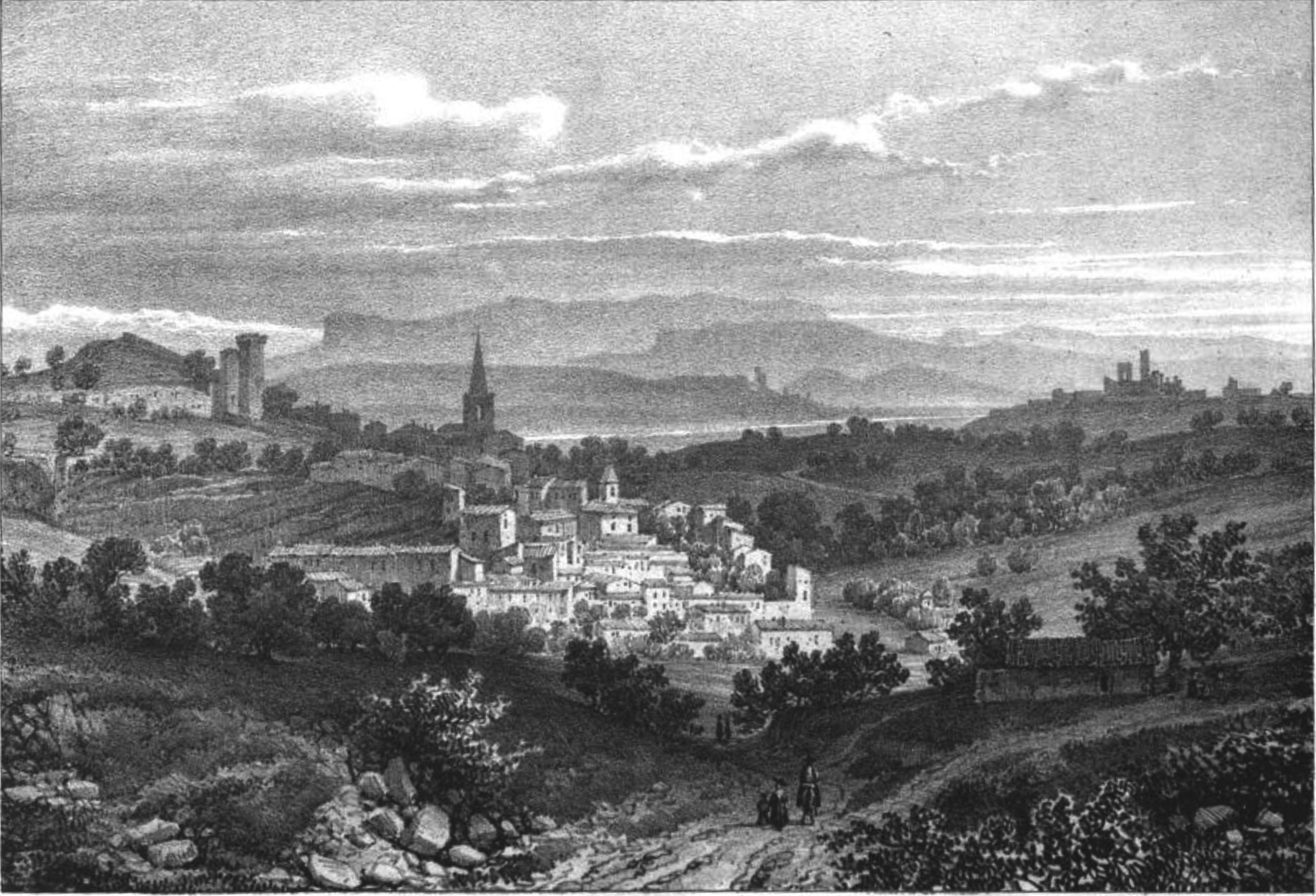
Grane au XIXe siècle.

Le XIXe siècle voit le triomphe, puis le déclin de la sériciculture et de l'industrie de la soie. Grane compte quatre « fabriques ». Sa population dépasse les 2 000 habitants en 1851[réf. nécessaire].
À la suite du coup d'État de Louis-Napoléon le 2 décembre 1851, plusieurs centaines de Granois, poussés par la misère et la colère, s'arment et marchent sur Crest. Ils se heurtent à la troupe, deux d'entre eux sont tués. Le soulèvement échoue. Une répression terrible s'abat sur les insurgés (déportation, emprisonnement à la tour de Crest, etc.)[réf. nécessaire].
Soixante-quinze Granois sont tués pendant la Première Guerre mondiale[réf. nécessaire].
En 1944, la libération de Grane est dramatique (dix-neuf morts)[réf. nécessaire].
La population de la commune, tombée à 1 067 habitants en 1975, est remontée au-dessus de 1 500. Son territoire est très vaste, 4 500 ha dont 2 000 de bois[réf. nécessaire].

## Politique et administration

### Liste des maires
| Période                                                                      | Période                       | Identité                              | Étiquette   | Qualité                             |
| ---------------------------------------------------------------------------- | ----------------------------- | ------------------------------------- | ----------- | ----------------------------------- |
| Les données manquantes sont à compléter. : de la Révolution au Second Empire |                               |                                       |             |                                     |
| 1790                                                                         | 1835                          | ?                                     |             |                                     |
|                                                                              |                               | Benoit Ducros                         | républicain | était en poste en 1850              |
| 1862                                                                         | 1870                          | Eugène Gauthier                       |             |                                     |
| Les données manquantes sont à compléter. : depuis la fin du Second Empire    |                               |                                       |             |                                     |
| 1870                                                                         | 1874                          | Antoine Dansage                       |             |                                     |
| 1874                                                                         | 1876                          | Antoine Portier                       |             |                                     |
| 1876                                                                         | 1892                          | Antoine Dansage                       |             |                                     |
| 1892                                                                         | 1896                          | Joseph Morin                          |             |                                     |
| 1896                                                                         | 1900                          | Isidore Brun                          |             |                                     |
| 1900                                                                         | 1941                          | Mathieu Chanas                        |             |                                     |
| 1941 (élection ?)                                                            | 1965                          | Marius Hermine                        |             |                                     |
| 1965                                                                         | 1989                          | Maxime Bastet                         |             |                                     |
| 1989                                                                         | 1995                          | ?                                     |             |                                     |
| 1995                                                                         | 2014                          | Marcel Canestrari                     |             |                                     |
| 2014                                                                         | 2020                          | Muriel Paret                          | DVG         | employée conseillère départementale |
| 2020                                                                         | En cours (au 10 juillet 2021) | Jean-Paul Xatard[source insuffisante] |             |                                     |

## Population et société

### Démographie
L'évolution du nombre d'habitants est connue à travers les recensements de la population effectués dans la commune depuis 1793. Pour les communes de moins de 10 000 habitants, une enquête de recensement portant sur toute la population est réalisée tous les cinq ans, les populations de référence des années intermédiaires étant quant à elles estimées par interpolation ou extrapolation. Pour la commune, le premier recensement exhaustif entrant dans le cadre du nouveau dispositif a été réalisé en 2007.

En 2022, la commune comptait 2 136 habitants, en évolution de +12,72 % par rapport à 2016 (Drôme : +2,64 %, France hors Mayotte : +2,11 %).
| 1793  | 1800  | 1806  | 1821  | 1831  | 1836  | 1841  | 1846  | 1851  |
| ----- | ----- | ----- | ----- | ----- | ----- | ----- | ----- | ----- |
| 1 436 | 1 334 | 1 463 | 1 563 | 1 684 | 1 772 | 1 860 | 1 996 | 2 026 |

| 1856  | 1861  | 1866  | 1872  | 1876  | 1881  | 1886  | 1891  | 1896  |
| ----- | ----- | ----- | ----- | ----- | ----- | ----- | ----- | ----- |
| 1 894 | 1 978 | 1 878 | 1 890 | 1 763 | 1 732 | 1 756 | 1 822 | 1 769 |

| 1901  | 1906  | 1911  | 1921  | 1926  | 1931  | 1936  | 1946  | 1954  |
| ----- | ----- | ----- | ----- | ----- | ----- | ----- | ----- | ----- |
| 1 661 | 1 566 | 1 583 | 1 333 | 1 322 | 1 309 | 1 304 | 1 187 | 1 157 |

| 1962  | 1968  | 1975  | 1982  | 1990  | 1999  | 2006  | 2007  | 2012  |
| ----- | ----- | ----- | ----- | ----- | ----- | ----- | ----- | ----- |
| 1 161 | 1 125 | 1 011 | 1 183 | 1 384 | 1 567 | 1 680 | 1 694 | 1 792 |

| 2017  | 2022  | - | - | - | - | - | - | - |
| ----- | ----- | - | - | - | - | - | - | - |
| 1 913 | 2 136 | - | - | - | - | - | - | - |

### Enseignement
La commune de Grane relève de l'académie de Grenoble.

### Manifestations culturelles et festivités
- Les Vendredis de Grane : les vendredis de fin juin à fin août (animations culturelles variées, en plein air, au Théâtre de Verdure, l'amphithéâtre romain du village)[réf. nécessaire].
- Fête : 15 août[18] : fête votive : le week-end du 15 août (fête foraine, concours de pétanque et de boules lyonnaises, repas défarde, bal et feux d’artifice avec embrasement du clocher)[réf. nécessaire].
- Les Concerts du Temple : les premiers vendredis du mois (et d'autres vendredis ponctuellement) de septembre à juin : des passionnés de musique et de chant présentent dans un registre classique, divers concerts au Temple[réf. nécessaire].

### Loisirs
- Pêche et chasse[18].

### Sport
- Stade Alfred-Desbrun[réf. nécessaire].

### Médias
- Le territoire de la commune se situe dans l'aire de diffusion de plusieurs médias :

- Presse écrite
  - Le Dauphiné libéré, quotidien régional qui consacre, chaque jour, y compris le dimanche, dans son édition de « Romans et Drôme des collines » un ou plusieurs articles à l'actualité du canton et de la commune, ainsi que des informations sur les éventuelles manifestations locales, les travaux routiers, et autres événements divers à caractère local.
  - L'Agriculture Drômoise, journal d'informations agricoles et rurales, couvre l'ensemble du département de la Drôme.
  - Drôme Hebdo (ancien Peuple Libre), hebdomadaire chrétien d'informations.
- Presse audio-visuelle
  - France Bleu est une radio publique diffusée sur son territoire.
  - Gran'Actu est un podcast mensuel d'actualité dans la Vallée de la Drôme

## Économie

### Agriculture
En 1992 : céréales, fruits, ovins, caprins / foire : 12 septembre
- Marché : le jeudi[18].

Autres[réf. nécessaire] :
- Ail de grande qualité. Plusieurs familles commercialisent de l'ail de semence.
- Maïs.
- Abricots.
- Truffes : de nombreux champs de chênes truffiers ont été plantés.
- Important abattoir de volailles.

### Énergies
En 2024, l'installation d'un parc éolien de quatre à huit éoliennes financé par la communauté de communes du Val de Drôme et la région Auvergne-Rhône-Alpes est en projet,.

## Culture locale et patrimoine

### Lieux et monuments
- Église Saint-Jean-Baptiste de Grane.
- Vestiges antiques[18].
- Ruines du château féodal[18].
- Beffroi (IMH)[18].
- Chapelle de l'ancien prieuré (IMH) du XIIe siècle : clocher-porche antérieur, sculptures romanes[18].
- Clocher du XIVe siècle (vestige de l'ancienne église Saint-Jean-Baptiste)[18].
- Château de Plaisance (ferme)[18].
- Prieuré (ferme)[18].
- Château du XVIIe siècle : boiseries, plafond à la française[18].

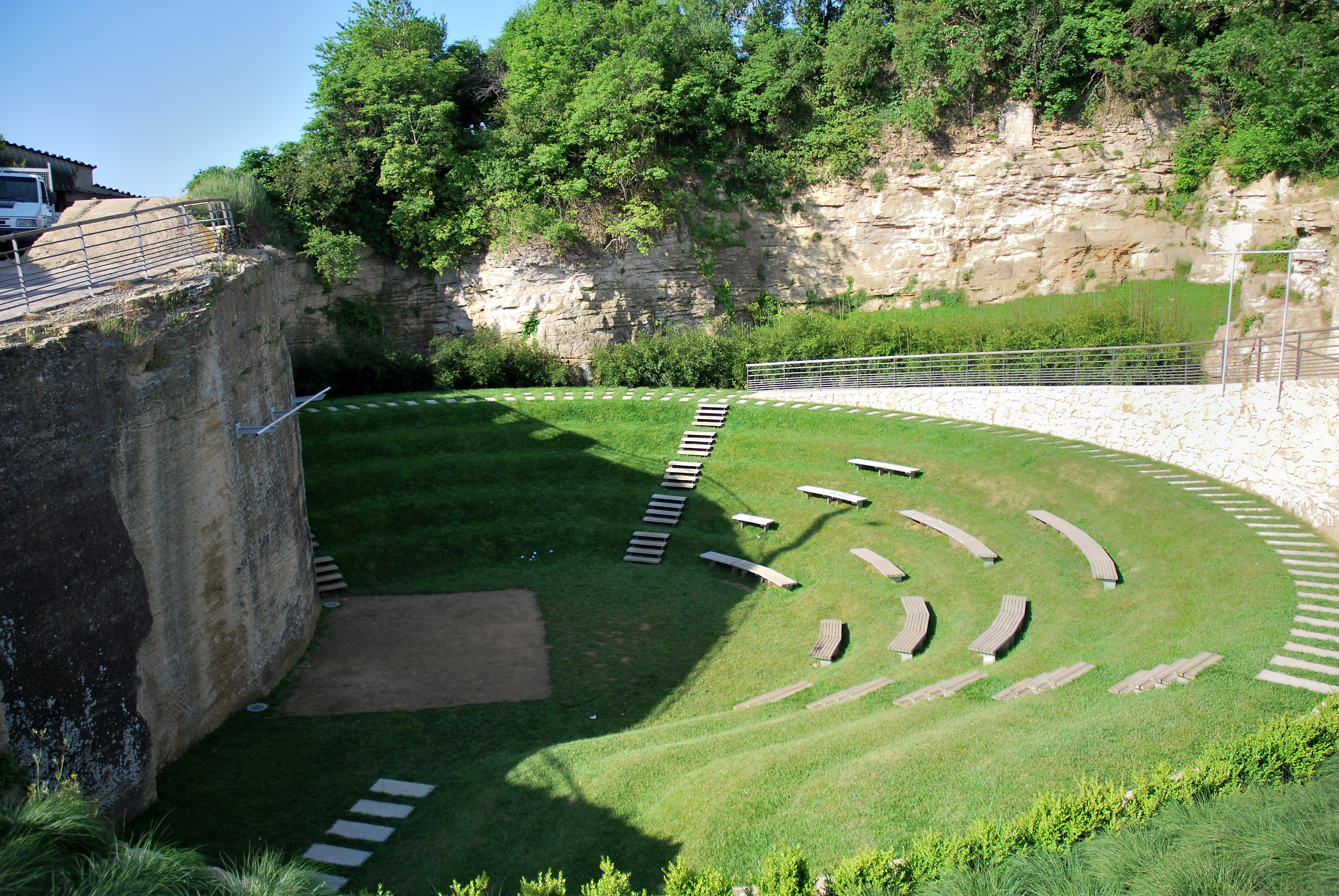
Amphithéâtre dans une ancienne carrière.
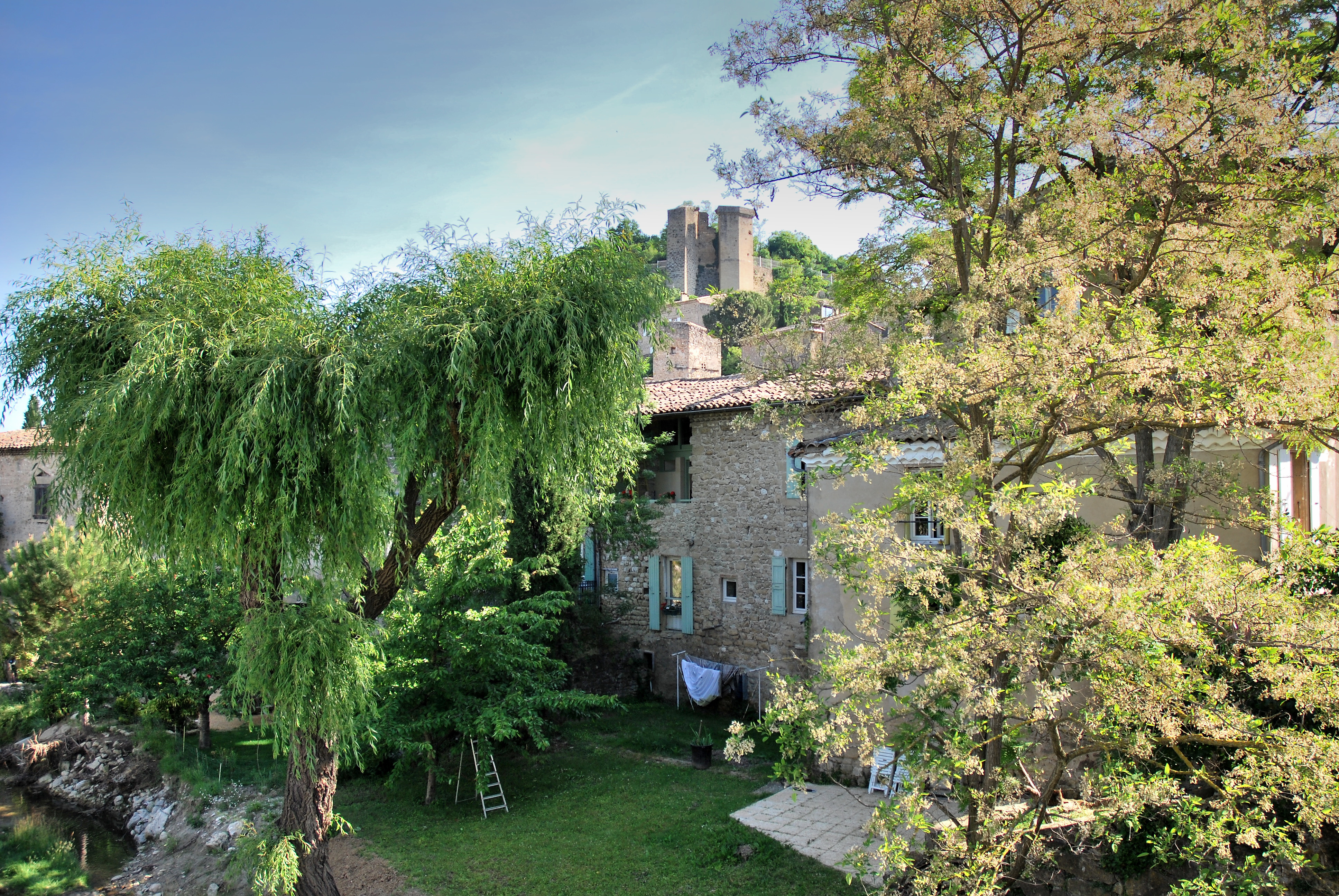
Vue sur les tours du château.
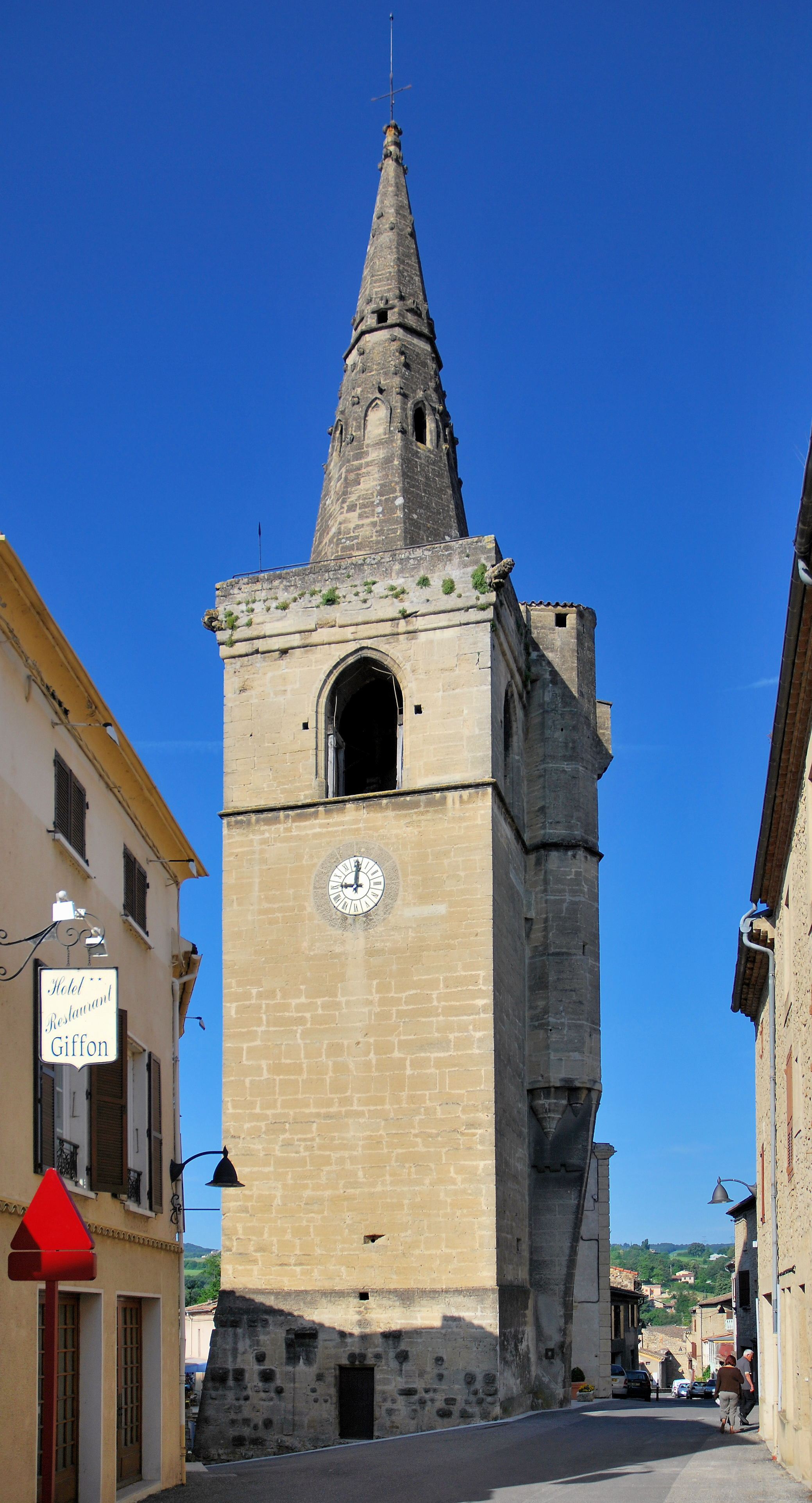
Clocher de Grâne.
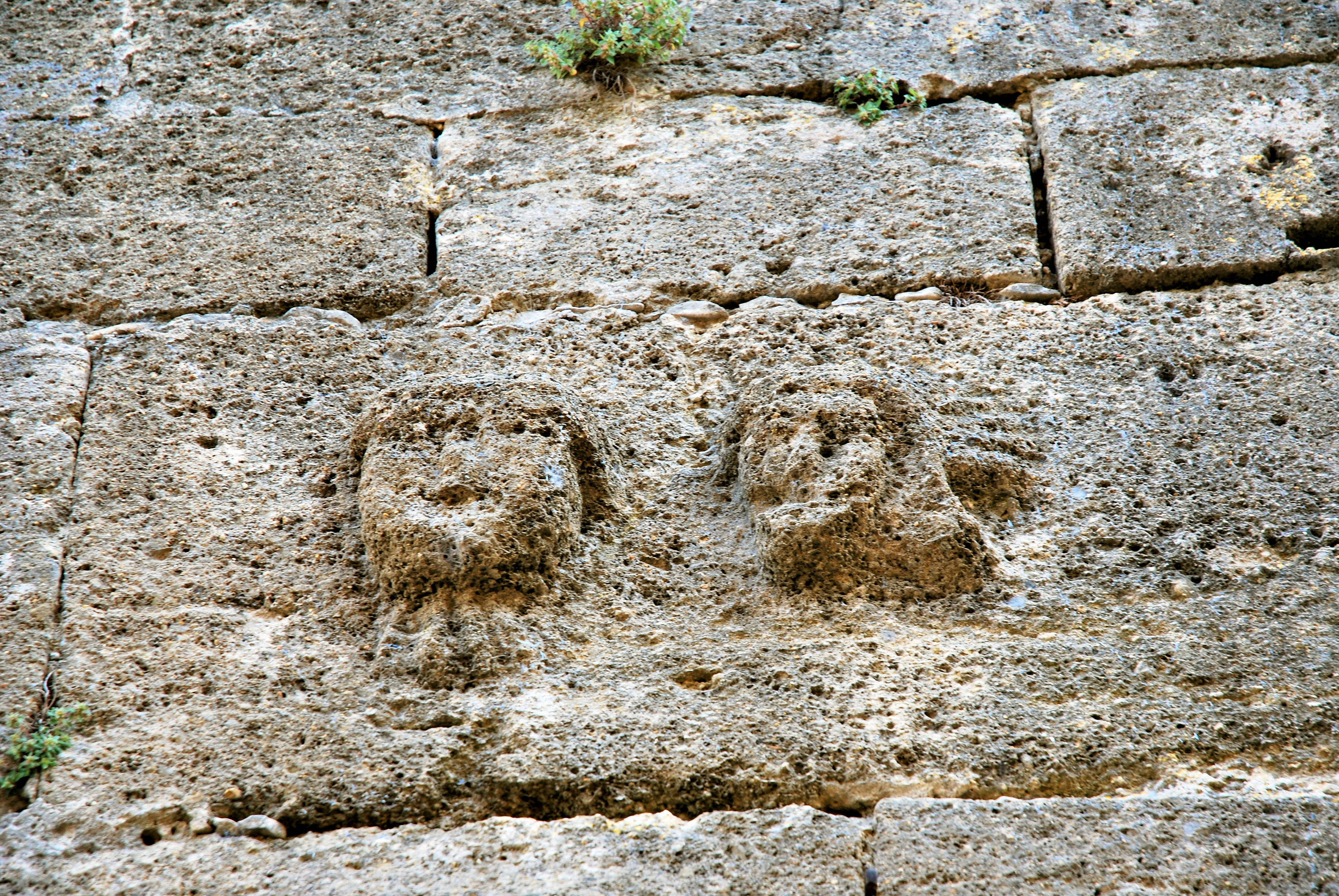
À la base du clocher, tête, hibou ?
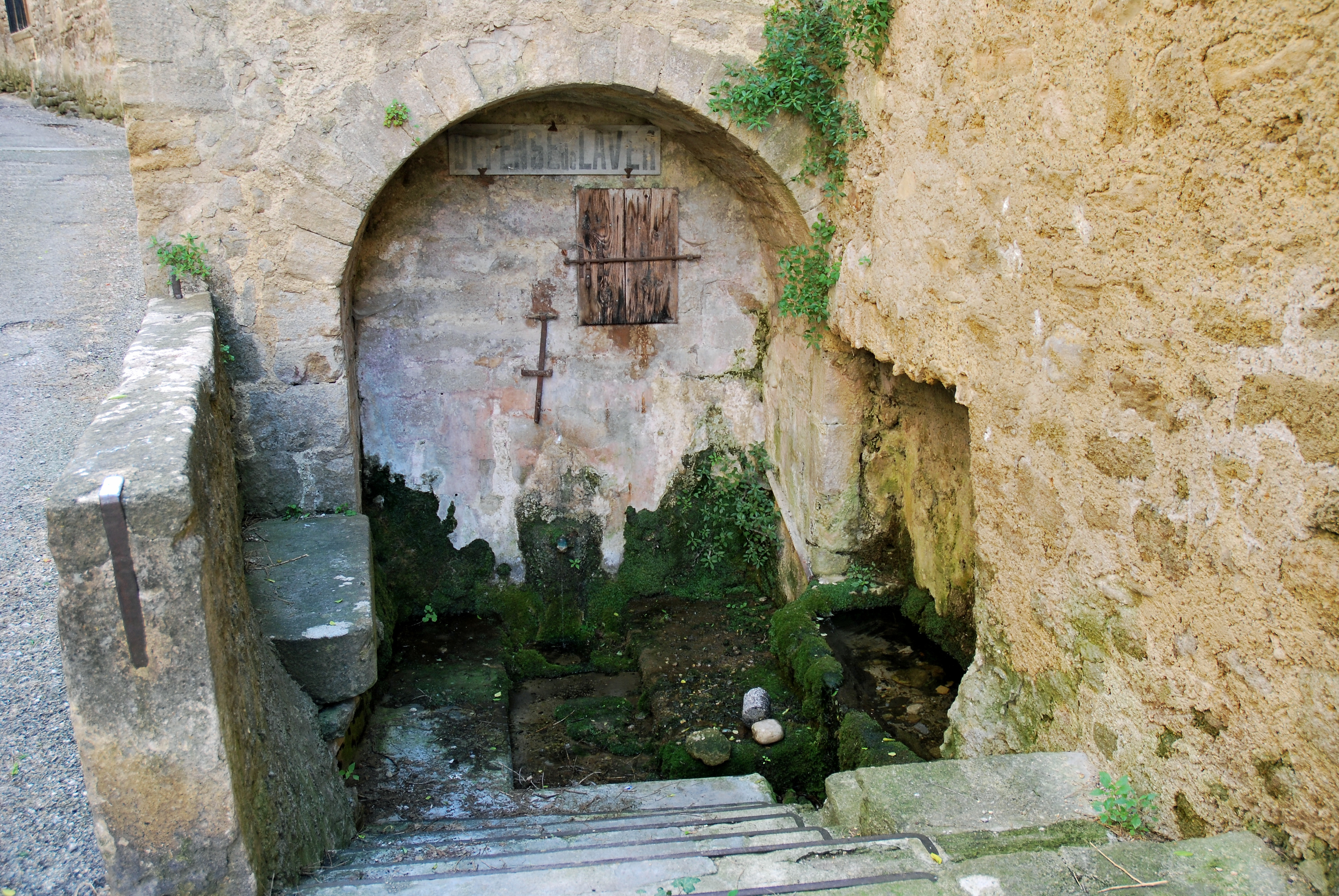
Vieille fontaine.
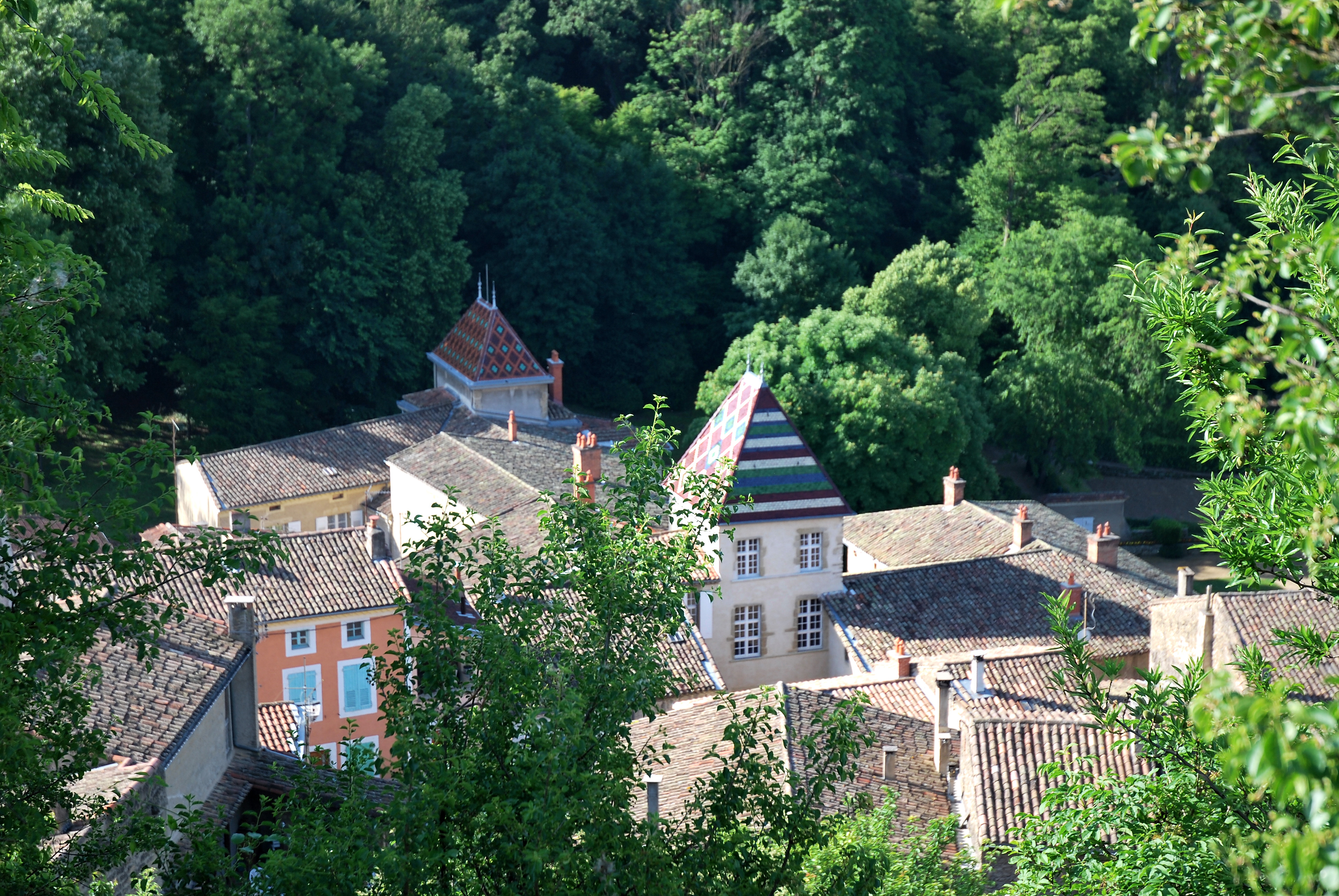
Toit du nouveau château.

### Patrimoine culturel
- Cinéma : en 1993, une partie du premier épisode de la série L'Instit avec Gérard Klein, intitulé Les chiens et les loups, où figure Benoît Magimel, fut tournée à Grane[réf. nécessaire].
- Gastronomie : « étouffade de sanglier »[18].

### Patrimoine naturel
- Réserve naturelle nationale des Ramières du Val de Drôme[31].
- Rives de la Drôme[18].

### Personnalités liées à la commune
- Robert Serre (historien) auteur de divers ouvrages (dont un sur la commune de Grane)[réf. nécessaire].

### Héraldique, logotype et devise
|  | Grane possède des armoiries dont l'origine et le blasonnement exact ne sont pas disponibles. |